# ブレント・ハニーウェル
ブレント・リー・ハニーウェル・ジュニア（Brent Lee Honeywell Jr., 英語発音: [brɛnt ˈhʌniˌwɛl]; 1995年3月31日 - ）は、アメリカ合衆国ジョージア州フランクリン郡カーンズビル出身のプロ野球選手（投手）。右投右打。MLBのロサンゼルス・ドジャース所属。
かつてロサンゼルス・ドジャースなどでプレーした元プロ野球選手（投手）であり、1974年にナショナルリーグのサイ・ヤング賞を獲得したマイク・マーシャルは叔父にあたる。

## 経歴

### プロ入りとレイズ時代
2014年のMLBドラフト2巡目（全体72位）でタンパベイ・レイズから指名され、プロ入り。契約後、傘下のアパラチアンリーグのルーキー級プリンストン・レイズでプロデビュー。9試合（先発8試合）に登板して2勝1敗、防御率1.07、40奪三振を記録した。
2015年はA級ボーリンググリーン・ホットロッズとA+級シャーロット・ストーンクラブズでプレーし、2球団合計で24試合に先発登板して9勝6敗、防御率3.18、129奪三振を記録した。
2016年はA+級シャーロットとAA級モンゴメリー・ビスケッツでプレーし、2球団合計で20試合に先発登板して7勝3敗、防御率2.34、117奪三振を記録した。オフにはアリゾナ・フォールリーグに参加し、ピオリア・ハベリーナズに所属した。
2017年はAA級モンゴメリーとAAA級ダーラム・ブルズでプレーし、2球団合計で26試合に先発登板して13勝9敗・防御率3.49・172奪三振の成績を残した。7月9日にはオールスター・フューチャーズゲームにアメリカ合衆国選抜として出場し、2イニング4奪三振無失点と好投してMVPを受賞した。オフの11月20日にはルール・ファイブ・ドラフトでの流出を防ぐために40人枠入りした。
2018年は2月にトミー・ジョン手術を受けたため、シーズンを全休した。
2019年もシーズンを全休した。
2020年は新型コロナウイルスの影響でマイナーリーグの試合が開催されなかったため、これにより3年連続で公式戦に登板しなかったことになった。
2021年4月11日にメジャー初昇格を果たし、メジャーデビューとなった同日のニューヨーク・ヤンキース戦では先発して2回を無失点に抑えた（勝敗付かず）。また、2021年のマイナーリーグの開幕は5月からとなるため、ハニーウェル自身の公式戦登板はAAA級ダーラム所属の2017年9月19日以来と、3年ぶりであった。

### アスレチックス時代
2021年11月19日に金銭トレードで、オークランド・アスレチックスへ移籍した。2022年4月7日右肘の負傷により60日の負傷者リスト入りした。同年8月16日、アスレチックス傘下のロウA級ストックトン・ポーツに送られた。

### パドレス〜ホワイトソックス時代
2023年1月6日にサンディエゴ・パドレスと契約した。同年8月5日シカゴ・ホワイトソックスへ移籍した。

### パイレーツ〜ドジャース時代
2024年2月12日にピッツバーグ・パイレーツに移籍した。同年7月13日にロサンゼルス・ドジャースに移籍した。移籍後は20試合に登板し、防御率2.63と好投した。シーズン終了後FAとなった。

## 投球スタイル
洗練されたフォームから5球種を操り、叔父のマイク・マーシャルから間接的に学んだスクリューは難攻不落と言われる。

## 詳細情報

### 年度別投手成績
| 年 度    | 球 団    | 登 板 | 先 発 | 完 投 | 完 封 | 無 四 球 | 勝 利 | 敗 戦 | セ 丨 ブ | ホ 丨 ル ド | 勝 率 | 打 者 | 投 球 回 | 被 安 打 | 被 本 塁 打 | 与 四 球 | 敬 遠 | 与 死 球 | 奪 三 振 | 暴 投 | ボ 丨 ク | 失 点 | 自 責 点 | 防 御 率 | W H I P |
| -------- | -------- | ----- | ----- | ----- | ----- | -------- | ----- | ----- | -------- | ----------- | ----- | ----- | -------- | -------- | ----------- | -------- | ----- | -------- | -------- | ----- | -------- | ----- | -------- | -------- | ------- |
| 2021     | TB       | 3     | 2     | 0     | 0     | 0        | 0     | 0     | 0        | 1           | ----  | 21    | 4.1      | 5        | 2           | 3        | 0     | 0        | 4        | 0     | 0        | 4     | 4        | 8.31     | 1.85    |
| 2023     | SD       | 36    | 0     | 0     | 0     | 0        | 2     | 4     | 0        | 3           | .333  | 204   | 46.2     | 44       | 8           | 20       | 0     | 4        | 42       | 3     | 1        | 22    | 21       | 4.05     | 1.37    |
| 2023     | CWS      | 4     | 0     | 0     | 0     | 0        | 0     | 0     | 0        | 1           | ----  | 30    | 5.2      | 9        | 2           | 3        | 0     | 1        | 3        | 0     | 0        | 7     | 7        | 11.12    | 2.12    |
| '23計    | CWS      | 40    | 0     | 0     | 0     | 0        | 2     | 4     | 0        | 4           | .333  | 234   | 52.1     | 53       | 10          | 23       | 0     | 5        | 45       | 3     | 1        | 29    | 28       | 4.82     | 1.45    |
| 2024     | PIT      | 2     | 0     | 0     | 0     | 0        | 0     | 0     | 0        | 0           | ----  | 15    | 3.1      | 3        | 0           | 2        | 0     | 0        | 1        | 0     | 0        | 1     | 1        | 2.70     | 1.50    |
| 2024     | LAD      | 18    | 1     | 0     | 0     | 0        | 1     | 1     | 1        | 1           | .500  | 134   | 34.1     | 29       | 3           | 9        | 0     | 2        | 17       | 2     | 1        | 11    | 10       | 2.62     | 1.11    |
| '24計    | LAD      | 20    | 1     | 0     | 0     | 0        | 1     | 1     | 1        | 1           | .500  | 149   | 37.2     | 32       | 3           | 11       | 0     | 2        | 18       | 2     | 1        | 12    | 11       | 2.63     | 1.14    |
| MLB：3年 | MLB：3年 | 63    | 3     | 0     | 0     | 0        | 3     | 5     | 1        | 6           | .375  | 404   | 94.1     | 90       | 15          | 37       | 0     | 7        | 67       | 5     | 2        | 45    | 43       | 4.10     | 1.35    |

- 2024年度シーズン終了時

### 年度別守備成績
| 年 度 | 球 団 | 投手（P） | 投手（P） | 投手（P） | 投手（P） | 投手（P） | 投手（P） |
| 年 度 | 球 団 | 試 合     | 刺 殺     | 補 殺     | 失 策     | 併 殺     | 守 備 率  |
| ----- | ----- | --------- | --------- | --------- | --------- | --------- | --------- |
| 2021  | TB    | 3         | 1         | 1         | 0         | 0         | 1.000     |
| 2023  | SD    | 36        | 2         | 5         | 2         | 0         | .778      |
| 2023  | CWS   | 4         | 1         | 0         | 0         | 0         | 1.000     |
| '23計 | CWS   | 40        | 3         | 5         | 2         | 0         | .800      |
| 2024  | PIT   | 2         | 0         | 0         | 0         | 0         | ----      |
| 2024  | LAD   | 18        | 5         | 4         | 0         | 1         | 1.000     |
| '24計 | LAD   | 20        | 5         | 4         | 0         | 1         | 1.000     |
| MLB   | MLB   | 63        | 9         | 10        | 2         | 1         | .905      |

- 2024年度シーズン終了時

### 表彰
MiLB
- オールスター・フューチャーズゲームMVP：1回（2017年）

### 記録
MiLB
- オールスター・フューチャーズゲーム選出：1回（2017年）

### 背番号
- 45（2021年 - ）